# Bengt Amundin

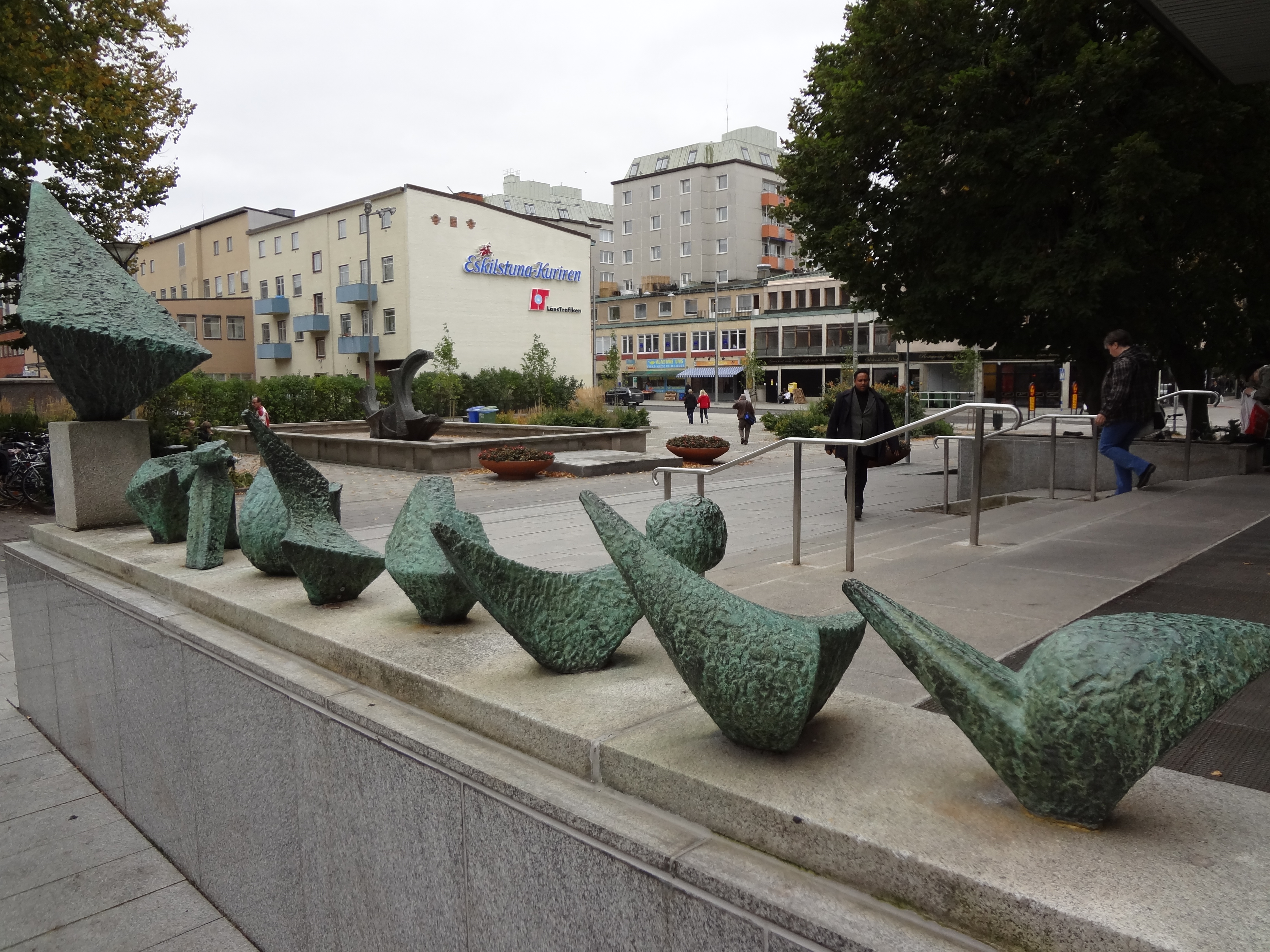
Text vid stadsbiblioteket i Eskilstuna. I bakgrunden syns Tecken.

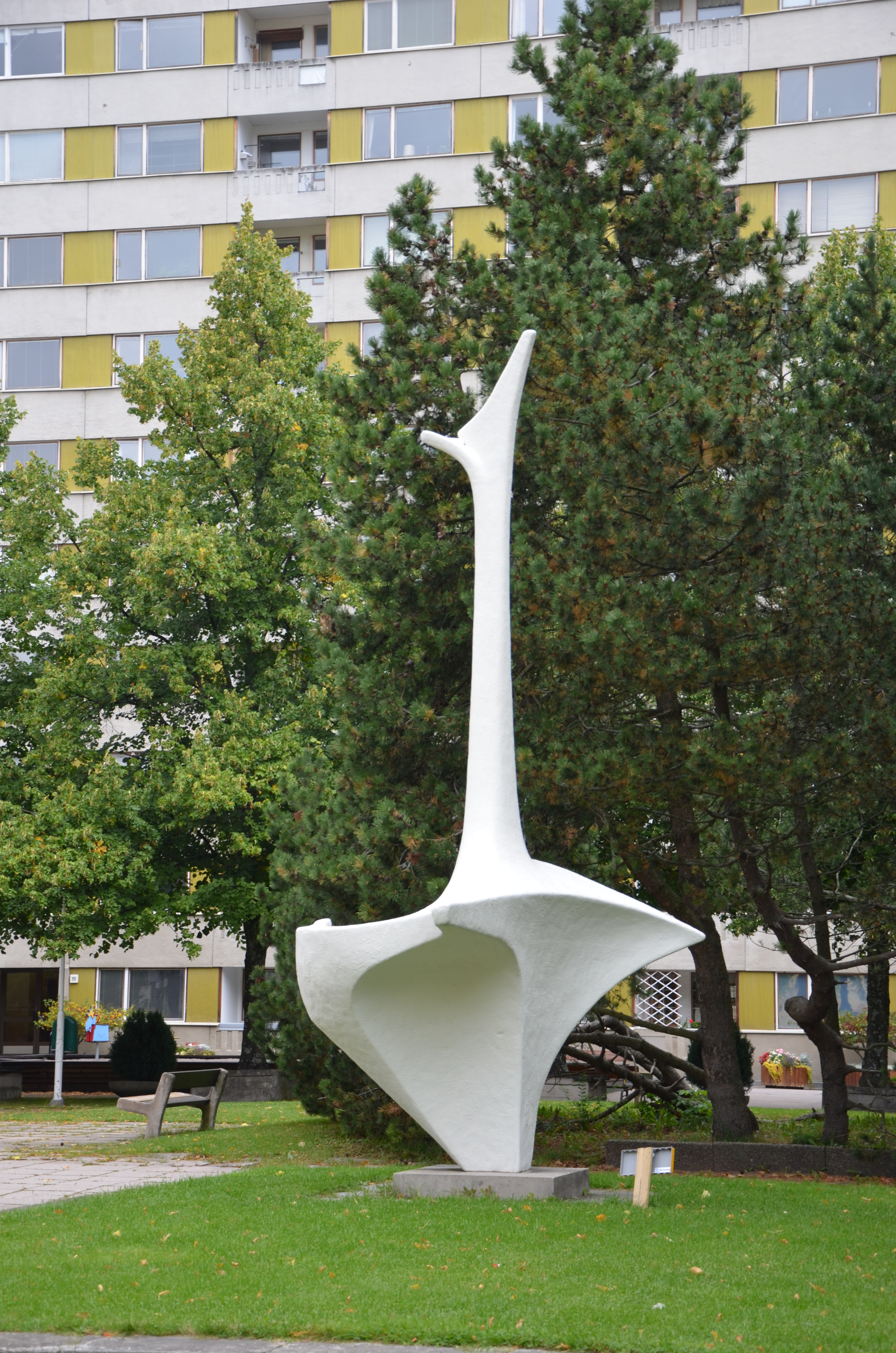
Dafnes förvandling, Hägernäs centrum.

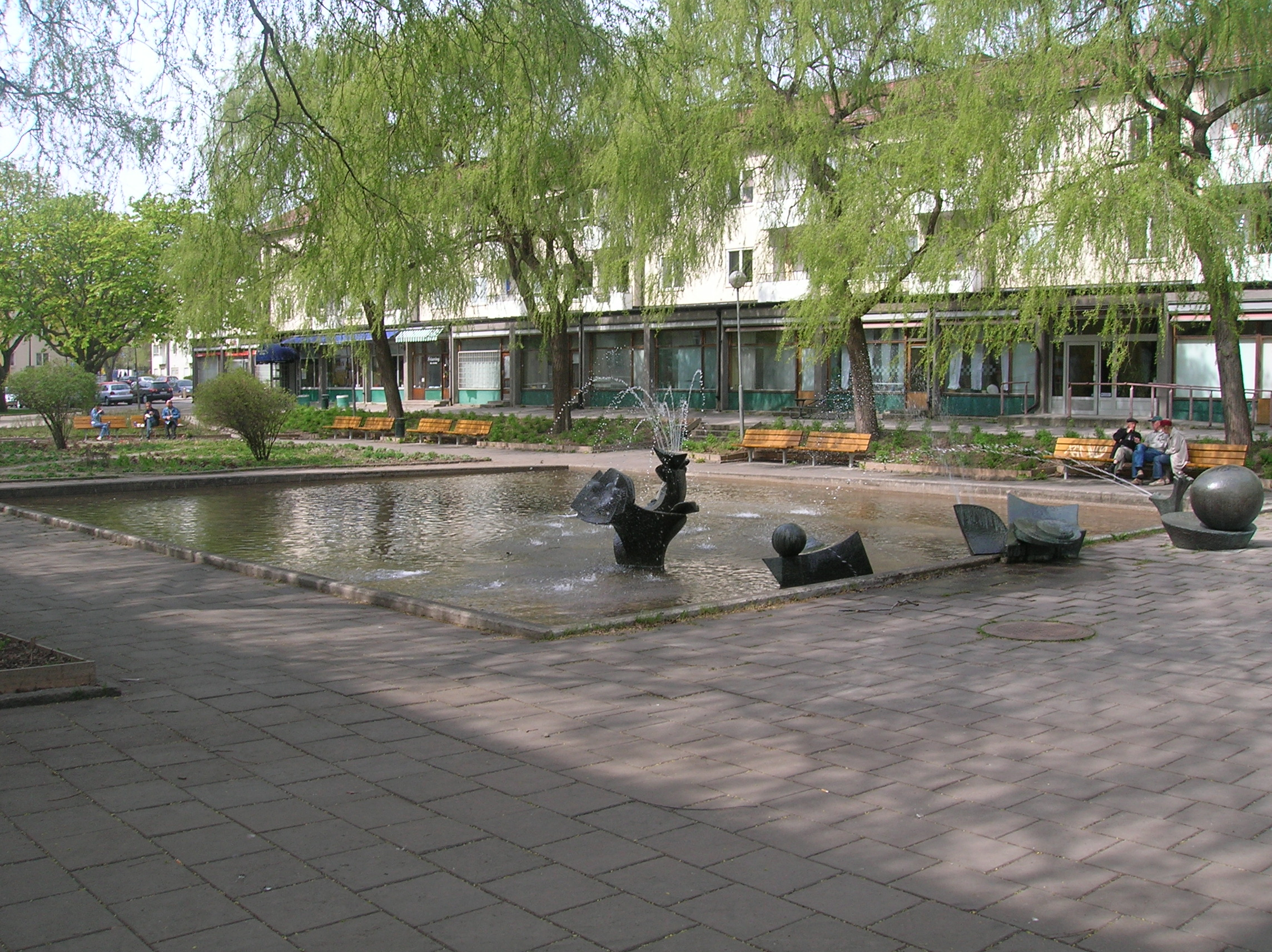
Vågen vid Skälderviksplan i Årsta.

Bengt Erik Amundin, född 21 november 1915 i Göteborg, död 15 januari 2011, var en svensk skulptör.
Bengt Amundin växte upp i Göteborg och utbildade sig först från 1934 till bildhuggare på Slöjdföreningens skola i Göteborg, för bland andra arkitekten Sigfrid Eriksson och skulptören Johan Björk. Därefter studerande han vid Kungliga Konsthögskolan i Stockholm 1938–1944, de första fyra åren med Nils Sjögren och de sista två åren med Eric Grate som lärare. Hans första offentliga arbete var en berättande komposition om tobak framför entrén till Tobaksmonopolet i Nässjö år 1946, senare flyttad 1971 till Arvika.

## Offentliga verk i urval
- Portalskulptur till Svenska Tobaksmonopolets kontor, brons, 1946, i Nässjö, sedan 1971 utanför Arvika Näringslivscenter
- Nils Holgersson kommer till barnen, brons, 1950–1951, Trandaredsskolan i Borås
- Kosmiskt rum, brons, 1955, till H55-utställningen på Parapeten i Helsingborg
- Fröet, brons, 1961, Skytteholmsberget i Solna kommun
- Daphnes förvandling, glasfiberarmerad plast, 1962, utanför bostadsrättsföreningen Hytten i Hägernäs centrum, Täby kommun
- Text och Tecken, skulptur respektive fontänskulptur i brons, 1963, Bernhard Hellströms plats, framför Eskilstuna stadsbibliotek
- Rymdvolym, brons och stengods, 1968, Åkersberga centrum
- Vågen, bronsskulpturgrupp i fem delar med vattenspegel, 1982, Skälderviksplan i Årsta, södra Stockholm
- Afrodites födelse, glasfiberarmerad plast, Upplands Väsby
- Nike, brasiliansk granit 1998, i Rosendals trädgård, Malmö[källa behövs][förtydliga]

## Externa länkar

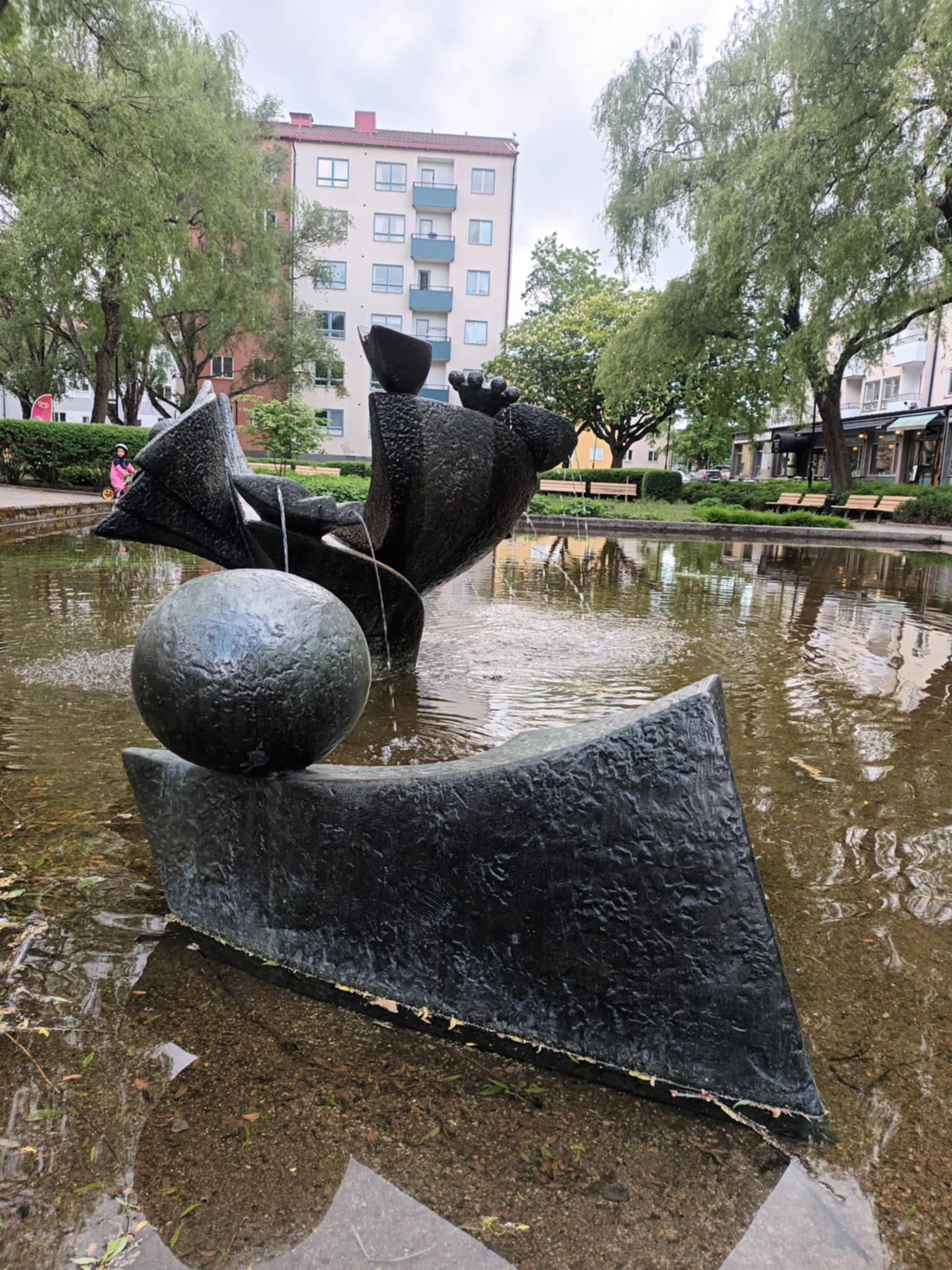
Vågen av Bengt Amundin